# Venezuelanalysis
Venezuelanalysis es un sitio web de la revolución bolivariana que se describe a sí misma como "un sitio web independiente producido por personas que se dedican a difundir noticias y análisis sobre la situación política actual en Venezuela". Su objetivo declarado es «proporcionar una narrativa contraria a la cobertura mediática de la Revolución Bolivariana, basada en la perspectiva de los movimientos de izquierda y de base en Venezuela».

## Historia
Gregory Wilpert fundó el sitio web en 2003 con Martín Sánchez, uno de los fundadores de Aporrea.org, un sitio web pro-Chávez, quien creó el «lado técnico» del sitio. La creación de Venezuelanalysis.com también contó con la ayuda del gobierno venezolano. Venezuelanalysis se describe a sí mismo como «un sitio web independiente producido por personas que se dedican a difundir noticias y análisis sobre la situación política actual en Venezuela». Su objetivo declarado es «proporcionar una narrativa contraria a la cobertura mediática de la Revolución Bolivariana, basada en la perspectiva de los movimientos de izquierda y de base en Venezuela». El fundador del sitio web, Gregory Wilpert, ha descrito esta perspectiva como «claramente pro-revolución bolivariana, pero también crítica de algunos aspectos desde una perspectiva de izquierda».
En 2008, después de que la esposa de Wilpert fuera nombrada Cónsul General de Venezuela en Nueva York por el gobierno de Chávez, los dos se mudaron a la ciudad de Nueva York. Wilpert continuó trabajando como editor principal del sitio web hasta 2009, aunque todavía forma parte de su junta directiva. Ese año, Venezuelanalysis, Inc. se registró como una corporación nacional sin fines de lucro en el estado de Nueva York.

## Organización

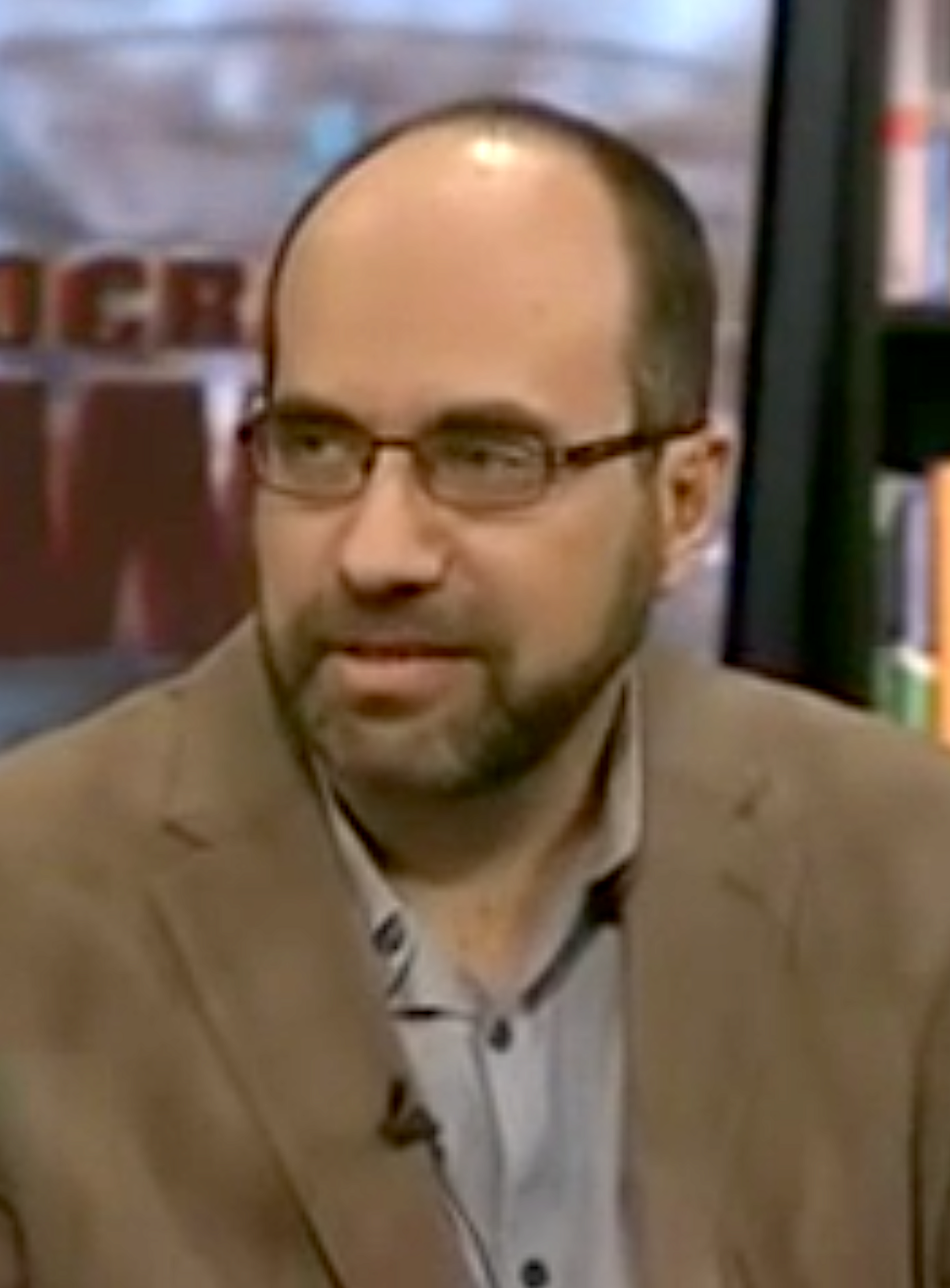
Gregory Wilpert, fundador de Venezuelanalysis.com

Venezuelanalysis.com dice que es un «proyecto de Venezuela Analysis, Inc., que está registrada como una organización sin fines de lucro en el estado de Nueva York y de la Fundación para la Justicia Económica Global, que está registrada en Caracas, Venezuela".

### Personal
Gregory Wilpert es uno de los dos cofundadores de venezuelanalysis.com, junto con Martín Sánchez, cuando el sitio se lanzó en septiembre de 2003. Fue el editor principal del sitio durante seis años, hasta 2009, y continúa haciendo trabajo voluntario para el venezuelanalysis.com y está en la Junta Directiva del sitio. El Global Post describió Wilpert tan «quizás el más prominente Chavista.» Esposa de Wilpert Carol Delgado, estuvo nombrada General de Cónsul de Venezuela en Nueva York en 2008.
Según Venezuelanalysis.com, «a principios de 2008 todos sus escritores están trabajando en el sitio desde sus hogares en varios lugares de Venezuela, con voluntarios de todo el mundo». El sitio web también enumera contribuyentes de Inglaterra, Australia y los EE. UU. Con una combinación de credenciales académicas y de activistas, que incluyen a los autores Nikolas Kozloff, que contribuye periódicamente al sitio, y Eva Golinger, quien fue miembro del equipo hasta 2017. El personal a partir de 2019 figura en el sitio web como Gregory Wilpert, Jan Kühn, Rachael Boothroyd, Lucas Koerner, Jeanette Charles, Katrina Kozarek, Paul Dobson, Cira Pascual Marquina y Ricardo Vaz.

## Financiación y soporte
En 2007, Wilpert afirmó que el sitio había recibido «algunos fondos» del Ministerio de Cultura del gobierno venezolano, además de aceptar «donaciones de base». También indicó que Venezuelanalysis.com tenía «acuerdos de apoyo mutuo» con los grupos Green Left Weekly, Alia2, y «brevemente» con TeleSUR, junto con otras organizaciones.
Hasta febrero de 2014, la página 'acerca de' de Venezuelanalysis.com indicaba que «los servicios del servidor web y el ancho de banda son donados por Aporrea.org, un sitio más grande mantenido por grupos de base en Venezuela» y en abril de 2014, el sitio web decía que el Venezuelanalysis «depende en un 100% de las donaciones de los lectores y no recibe financiación de ningún gobierno».

## Recepción
Venezuelanalysis.com es un sitio web de la «Revolución Bolivariana»; otras fuentes dicen que es «de izquierda». The Global Post describió a Wilpert como «quizás el chavista más destacado». En un cable de mayo de 2004 sobre el uso de propaganda bolivariana por parte del gobierno venezolano, el gobierno de los Estados Unidos colocó a Venezuelanalysis.com en una lista de sitios web que el gobierno venezolano supuestamente utilizó para «difundir su guerra contra la oligarquía, el neoliberalismo, el gobierno de los Estados Unidos y la propuesta de Área de Libre Comercio de las Américas». Según Brian Nelson, autor de El silencio y el escorpión, Venezuelanalysis.com realiza un «control de daños» para el gobierno venezolano y «trató de desacreditar prácticamente todos los estudios independientes de derechos humanos» mientras Hugo Chávez estuvo en el cargo como parte de «una parte integral del complejo propagandístico de Venezuela», según fuentes del gobierno venezolano.